# Jules Furthman
Jules Furthman (5 mars 1888 - 22 septembre 1966) est un journaliste devenu scénariste de cinéma.

## Biographie
Né à Chicago, Illinois, Jules Furthman écrivait parfois sous le nom de "Stephen Fox" et a écrit un grand nombre de films à succès dont : Les Damnés de l'océan (1928), L'Assommeur (1929), Merely Mary Ann (1931), Shanghaï Express (1932), Mademoiselle Volcan (1933), Les Révoltés du Bounty (1935), Le Vandale (1936), Seuls les anges ont des ailes (1939), Le Port de l'angoisse (1944), Le Grand Sommeil (1946) and Le Charlatan (1947).
Il est crédité pour huit films réalisés par Josef von Sternberg et autant pour Howard Hawks.
Il fut nommé pour l'Oscar du meilleur scénario adapté pour Les Révoltés du Bounty.
En 1920, il épousa l'actrice Sybil Seely, qui joue la fiancée de Buster Keaton dans cinq films. Après la naissance de leur enfant, elle cessa son métier d'actrice. Ils restèrent ensemble jusqu'à sa mort en 1966.

## Filmographie partielle
- 1918 : Hobbs in a Hurry de Henry King
- 1919 : Le Secret du bonheur (Victory) de Maurice Tourneur
- 1920 : Le Cercle blanc (The White Circle) de Maurice Tourneur
- 1920 : The Man Who Dared
- 1920 : The Texan de Lynn Reynolds
- 1920 : The Valley of Tomorrow d'Emmett J. Flynn
- 1920 : L'Enjeu mortel (The Twins of Suffering Creek) de Scott R. Dunlap et William A. Wellman
- 1921 : L'Épervier noir (The Last Trail) d'Emmett J. Flynn
- 1922 : Arabian Love de Jerome Storm
- 1922 : A California Romance de Jerome Storm
- 1922 : The Love Gambler de Joseph Franz
- 1922 : The Yellow Stain de John Francis Dillon
- 1922 : Héritage de haine (Gleam O'Dawn) de John Francis Dillon
- 1922 : Le Roman de Janette (The Ragged Heiress) de Harry Beaumont
- 1922 : Calvert's Valley de John Francis Dillon
- 1923 : La Petite Fée (St. Elmo) de Jerome Storm
- 1923 : Le Coupable (The Acquittal) de Clarence Brown
- 1924 : Try and Get It de Cullen Tate (en)
- 1925 : Big Pal de John G. Adolfi
- 1926 : You'd Be Surprised d'Arthur Rosson
- 1926 : The Wise Guy de Frank Lloyd
- 1927 : La Cité maudite (The City Gone Wild) de James Cruze
- 1927 : Casey at the Bat de Monte Brice
- 1928 : Mon rabbin chez mon curé (Abie's Irish Rose) de Victor Fleming
- 1929 : Les Nuits de New York (New York Nights) de Lewis Milestone
- 1929 : Le Calvaire de Lena X (The Case of Lena Smith), de Josef von Sternberg
- 1930 : Terre commune (Common Clay) de Victor Fleming
- 1930 : Les Renégats (Renegades) de Victor Fleming
- 1931 : Body and Soul d'Alfred Santell
- 1931 : Merely Mary Ann de Henry King
- 1931 : Maman (Over the Hill) de Henry King
- 1941 : Shanghaï (The Shanghai Gesture) de Josef von Sternberg